# Federico Martinengo
Federico Carlo Martinengo (Roma, 18 luglio 1897 – Mar Tirreno, 9 settembre 1943) è stato un ammiraglio e aviatore italiano, che fu Asso dell'aviazione da caccia, accreditato di 5 abbattimenti durante la prima guerra mondiale, e si distinse anche particolarmente nel corso della seconda, cadendo eroicamente in combattimento il 9 settembre 1943. Insignito della Medaglia d'oro al valor militare alla memoria, di due Medaglie d'argento per altrettante azioni in Mare Adriatico nella Grande Guerra e di una Croce di guerra al valor militare. La Marina Militare Italiana ha dedicato al contrammiraglio Martinengo la fregata missilistica Federico Martinengo (F 596).

## Biografia
Nacque a Roma, il 18 luglio 1897 discendente di un'antica e nobile famiglia, figlio di Filippo e Angela Gallo. Dopo aver completato gli studi presso il Liceo Torquato Tasso, nel settembre del 1911 fu ammesso a frequentare, come allievo guardiamarina, la Regia Accademia Navale di Livorno. Distintosi negli studi, durante una delle crociere di istruzione estive ebbe modo di prendere parte brevemente alla guerra italo-turca a bordo dell'incrociatore scuola Flavio Gioia. In seguito effettuò imbarchi sulle navi Amerigo Vespucci ed Etna, passando quindi sulla nave da battaglia Dante Alighieri. Il 24 maggio 1915, giorno dell'entrata in guerra del Regno d'Italia contro l'Impero Austro-ungarico, fu nominato guardiamarina. Prese parte alle prime operazioni navali imbarcato sulla corazzata Conte di Cavour, passando quindi sulla nave da trasporto Trinacria. Il 27 dicembre dello stesso anno fu promosso sottotenente di vascello, ed ammesso a frequentare la Scuola di aviazione della Regia Marina di Taranto. Dopo aver conseguito i brevetti di pilota di idrovolante e osservatore d'aeroplano a bordo di un idro Curtiss, il 16 settembre 1916 fu assegnato alla Regia Stazione Idrovolanti di Venezia.
In qualità di osservatore a bordo del velivolo FBA pilotato dal 2° Capo timoniere Pietro Valdimiro ebbe modo di conseguire la sua prima vittoria aerea il 16 ottobre 1916, abbattendo un idrovolante nemico nei pressi di Rovigno. Durante il rientro alla base il suo velivolo dovette ammarare a causa di un guasto al propulsore, e fu preso a rimorchio dalla torpediniera 15 OS che lo rimorchiò fortunosamente a Venezia. La sua seconda vittoria in qualità di osservatore a bordo del velivoli pilotato dal 2° capo Daniele Minciotti, ottenuta in collaborazione con il pilota francese Paul Xavier Garros, la conseguì il 23 ottobre su Caorle quando abbatté un idrovolante Lohner. L'11 novembre dello stesso anno divenne comandante della 1ª Squadriglia, divenuta successivamente 253ª Squadriglia, di stanza all'isola di Gorgo nella laguna di Grado dotata di FBA Type H e Macchi L.3, incarico che mantenne fino al 5 agosto 1917. Rimase ancora in servizio presso la 253ª Squadriglia, ora al comando del tenente di vascello Aldo Pellegrini, fino al 1º novembre quando passò alla neocostituita 260ª Squadriglia dotata dei nuovi Macchi M.5. Nel mese di dicembre assunse il comando della 260ª Squadriglia, e il 21 febbraio 1918 fu promosso al grado di tenente di vascello. Il 4 maggio di quell'anno, durante una missione di scorta ad un ricognitore abbatté 3 velivoli Hansa-Brandenburg W.18 nello stesso giorno. L'8 giugno 1918 abbandonò il comando dell'unità per diventare Direttore dei Corsi Speciali presso la Scuola Idrovolanti di Bolsena. Il 14 settembre dello stesso anno divenne comandante della 256ª Squadriglia Idrovolanti di Otranto. Al termine del conflitto aveva eseguito 172 missioni belliche, abbattuto cinque velivoli nemici, ed era stato decorato con due Medaglie d'argento e una Croce di guerra al valor militare.
Dopo la fine della guerra la stazione fu smantellata, ed egli assunse il comando della nuova Stazione Idrovolanti creata a Curzola. Nel febbraio 1919 passò al comando della Stazione Idrovolanti di Sebenico, dove il 14 settembre effettuò il suo ultimo volo a bordo di un Macchi M.8. Tornato ad imbarcarsi sulle unità di superficie, nel 1927 fu promosso capitano di corvetta, e nel 1932 capitano di fregata. A quell'epoca era già comandante del Distaccamento Marina di Tien Tsin, in Cina, incarico mantenuto dal 1931 al 1933. Rientrato in Italia, dal 1935 al 1936 rimase in servizio presso la Scuola di Guerra Marittima di Livorno. Nel 1937 fu promosso capitano di vascello, e in quell'anno assunse il comando della base navale di Lero, nel Dodecaneso. Il 17 maggio 1938 convolò a giuste nozze con la signorina Angela Maria Lante della Rovere, per assumere già il 28 dello stesso mese il comando dell'incrociatore leggero Muzio Attendolo. Dopo l'entrata in guerra del Regno d'Italia, il 10 giugno 1940, il 9 luglio successivo partecipò alla battaglia di Punta Stilo e a numerose altre azioni navali fino al dicembre di quell'anno quando sbarcò definitivamente. Il 23 gennaio 1941 assunse l'incarico di Comandante in capo del Dipartimento Marittimo dello Jonio e del Basso Adriatico con Quartier generale a Taranto. Il 18 maggio 1942 fu elevato al rango di contrammiraglio, e il 12 marzo 1943 assunse il Comando Superiore delle Forze Antisommergibile con sede a La Spezia.
L'8 settembre 1943 entrò in vigore l'armistizio con gli Alleati, e fu incaricato di trasferire le unità antisommergibili al suo comando nell'Alto Tirreno. Verso metà mattinata del 9 settembre la crescente presenza di truppe tedesche a La Spezia lo indusse a lasciare il porto al comando di due vedette antisommergibili, le VAS 234, sua nave di bandiera, e VAS 235 (c.c. Eugenio Henke). Quando le unità italiane giunsero all'altezza dell'isola di Gorgona furono intercettate da due dragamine tedeschi, le unità R212 e R215, salpate da Livorno per intercettare le unità italiane. Dopo il rifiuto di queste ultime a fermarsi le unità tedesche aprirono il fuoco, e nel furioso combattimento che ne seguì egli cadde mentre era al timone dell'unità. Riparate a Cala Scirocco le due VAS, mentre anche i dragamine tedeschi rientravano a Livorno con gravi danni e numerosi morti e feriti a bordo, ebbero destini diversi. La VAS 234 esplose dopo che il suo equipaggio era riuscito ad allontanarsi, mentre la VAS 235, riparati sommariamente i danni, raggiunse Porto Torres il 23 settembre. La salma del contrammiraglio fu recuperata dal relitto della nave il 14 settembre e tumulata con gli onori militari nel cimitero della Gorgona, da dove, su richiesta della vedova, fu traslata negli anni ottanta nel settore militare del Cimitero di La Spezia. Per il suo eroico comportamento nel combattimento del 9 settembre 1943 gli fu assegnata la Medaglia d'oro al valor militare alla memoria, mentre il suo nome è stato dato a una via di Fiumicino.

## Le vittorie
- 16 ottobre 1916, contro un idrovolante austroungarico, presso Rovigno
- 23 ottobre 1916, contro un Lohner (L138), presso Caorle
- 4 maggio 1918, contro un Hansa-Brandeburg W.18, sul Golfo di Trieste
- 4 maggio 1918, contro un Hansa-Brandeburg W.18, sul Golfo di Trieste
- 4 maggio 1918, contro un Hansa-Brandeburg W.18, sul Golfo di Trieste

### Annotazioni
1. ↑  Tra i suoi antenati si ricorda Nestore Martinengo che combatté nel 1571 durante l'assedio di Famagosta (Cipro), scampando al successivo massacro di prigionieri da parte dei turchi e facendo in seguito ritorno a Venezia.
2. ↑  Un incrociatore di circa 2.000 tonnellate facente parte della Divisione Istruzione al comando del contrammiraglio De Bono.
3. ↑  Andò in volo per la prima volta da solo a bordo di un idro Macchi L.118 il giorno successivo, 17 settembre.
4. ↑  Costituita a Venezia il 28 ottobre 1917.
5. ↑  Quel giorno decollarono 4 Macchi M.5, uno dei quali doveva eseguire una ricognizione fotografica sul Golfo di Trieste.
6. ↑  Le vittorie furono conseguite in compartecipazione con il sottotenente di vascello Umberto Calvello, il secondo capo Guido Jannello e il marinaio pilota Giuseppe Pagliacci e il secondo capo Andrea Rivieri.
7. ↑  In precedenza era stata una Flugstutzpunkt dell'aviazione di marina austro-ungarica.
8. ↑  Situata a nord-ovest di Spalato, in precedenza era stata una Flugstutzpunkt dell'aviazione di marina austro-ungarica.
9. ↑  Entrambe le unità appartenevano alla 11.Raumboote Flottille.
10. ↑  Il contrammiraglio Martinengo aveva preso il posto del timoniere, ucciso dal fuoco nemico, rimanendo a sua volta ucciso da un colpo alle testa.
11. ↑  Arrivata a Cala Scirocco in preda ad un incendio, l'unità esplose quando il fuoco raggiunse i serbatoi del carburante.
12. ↑  Con a bordo i superstiti della VAS 234.

### Fonti
1. ↑   William Ira Boucher, Italian Aces of WW1 - Orazio Pierozzi, su wwiaviation.com. URL consultato il 13 agosto 2014 (archiviato dall'url originale il 18 febbraio 2013).
2. 1 2 3 4  Mattioli2003, p. 19.
3. 1 2 3 4  Franks, Guest, Alegy 1997, p. 144.
4. 1 2 3 4 5 6  Varriale 2009, pp. 47-48.
5. 1 2 3 4 5 6 7 8 9  Mattioli 2003, p. 20.
6. 1 2 3 4 5  Mattioli 2003, p. 21.
7. 1 2 3 4 5 6 7 8 9 10 11 12 13 14 15  Mattioli 2003, p. 22.
8. ↑  Gazzetta Ufficiale del Regno d'Italia n.216 del 17 settembre 1936.